# Глагол в македонском языке

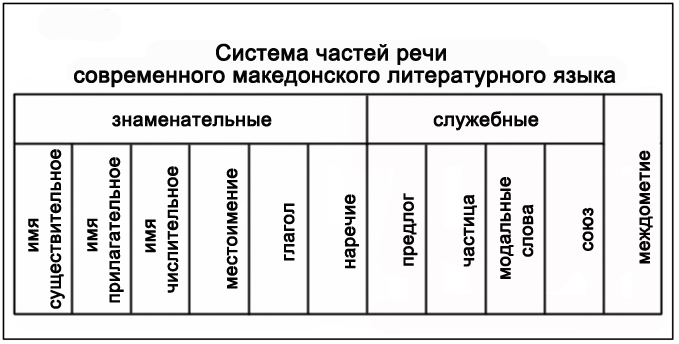

Глагол в македо́нском языке́ (макед. глагол во македонскиот јазик) — знаменательная часть речи македонского языка, называющая действие. Характеризуется грамматическими категориями вида, залога, переходности/непереходности, двух типов модальности (наклонения и пересказа), времени, лица, рода и числа. В целом глагол в македонском языке представлен развитой системой форм, выражающих разнообразные модальные и темпоральные значения.
В процессе формирования македонского языка произошла утрата инфинитива, вместо него используются формы конъюктива с частицей да. В то же время в сравнении со многими славянскими языками сохранились формы аориста и имперфекта, а также имеются формы перфекта и плюсквамперфекта. Хотя семантика этих темпоральных форм в сравнении с праславянским состоянием существенно изменилась. Особенностью македонского глагола является выражение переходности грамматическими средствами и отсутствие чёткого выражения категории залога.

## Инфинитив
Инфинитив в македонском языке отсутствует, его функцию выполняет глагольная форма настоящего времени 3-го числа единственного числа в сочетании с частицей да (да-конструкция): во полумракот можеше да се види «в полумраке можно было видеть».

## Основы глагольных форм
Образование глаголов всех форм происходит от двух основ — от основы настоящего времени и от основы аориста (по происхождению инфинитивной). По типам основ настоящего времени в зависимости от различий  в тематических гласных (-а-, -и-, -е-) глаголы подразделяется на три класса (спряжения), по основам аориста глаголы делятся на разряды (в соответствии с тематическими гласными -а-, -и-, -е-, -о- / -е-, -ø-).
К а-классу относят глаголы с тематическим гласным -а- в настоящем времени и во всех остальных словоформах. В число глаголов этого класса входят суффиксальные глаголы отыменного образования и глаголы, образованные при помощи суффикса имперфективации: игра «играет», воспита «воспитывает», појдува, потпишува.
К и-классу относят глаголы с тематическим гласным -и- в настоящем времени и с тематическими гласными -и-, -е-, -а- - по основам аориста (три разряда). Этот класс образует большое число глаголов на твёрдую согласную и на -ој-: стои, брои, носи, дроби.

## Вид
В категории вида противопоставляются глаголы, выражающие целостность / нецелостность и предельность / непредельность действия: совершенные и несовершенные. Они могут образовывать видовые пары: дојде «прийти» — доаѓа «приходить», купи «купить» — купува «покупать». Основные способы формирования глаголов совершенного и несовершенного вида — префиксация и суффиксация. Некоторые глаголы, например, јаде «есть» / «поесть», могут быть в одном случае глаголами совершенного вида, в другом — несовершенного.

## Залог
Значение пассивного залога выражается при помощи глаголов с возвратным элементом се в пассивной конструкции или при помощи причастия на -н / -т с глаголом-связкой «быть». Зачастую оппозиция актив / пассив в македонском языке не имеет чёткого выражения: Тој е миен (от мие «мыть» и от се мие «мыться») «Он вымыт», но также «Он вымылся». В этом случае значения актива или пассива различаются по контексту и наличию синтаксической конструкции, указывающей на агенса.

## Переходность/непереходность
К характеристикам глагола в македонском языке относится также категория переходности / непереходности. Глаголы, действие которых направлено на объект, становятся переходными в сочетании с кратким личным местоимением в винительном падеже: Тој легна «Он лёг» — Тој го легна детето «Он уложил ребёнка». Глаголы с возвратным элементом се (се бори «бороться», се шегува «шутить») являются непереходными. Выделяются глаголы с показателем переходности / непереходности (Тој ме смее «Он меня смешит» — краткое личное местоимение ме) и без показателя (Чита книга «Он читает книгу»).

## Безличные глаголы
Выделяется группа безличных глаголов, выражающих процесс без действующего лица или предмета. В безличных предложениях сказуемое выражается формой глагола в 3-м лице единственного числа: Грми «Гремит»; Нема «нет», «не имеется»; Се вели «Говорят»; Не ме бидува «Я не гожусь», Жал ми е «Мне жаль».

## Наклонение
Категория наклонения представлена формами глаголов изъявительного, повелительного и условного наклонения (кондиционала и потенциала), а также конъюнктива. Последние представляют сочетание слова да с глаголами в форме настоящего времени, имперфекта, перфекта и плюсквамперфекта. Повелительное наклонение образуется с помощью морфем -ј, -јте (а-класс и глаголы и-класса и е-класса с основой на гласную перед и, е); -и, -ете (и-класс и е-класс с основой на согласную): гледај «смотри», гледајте «смотрите», пиј «пей», пијте «пейте», пој «пой», појте «пойте»; носи «носи», носете «носите», земи «возьми», земете «возьмите».

## Пересказ
В македонском языке имеются глагольные формы так называемого пересказа, они используются в основном в случае оценки действия с точки зрения говорящего как недостоверного (в речи говорящего передаются данные о событии с чужих слов). Данные формы могут быть представлены в изъявительном и сослагательном наклонении, а также в конъюнктиве с обязательным компонентом в виде имперфектной или аористной формы на -l. Если в речи говорящего передаются собственные данные, то глагольные формы пересказа не применяются.

## Лицо, род и число
Категории лица, числа выражаются в личных простых формах глагола флексиями, в сложных глагольных формах — также вспомогательными глаголами сум «быть» и има «иметь», «иметься». В формах глаголов единственного числа окончания также являются показателями рода.
Глагольная форма на -l, употребляемая в составе сложных времён, образуется от основ имперфекта и аориста при помощи флексий числа и рода:
- единственное число: рекол «сказал», напишал «написал» — мужской род; рекла «сказала», напишала «написала» — женский род; рекло «сказало», напишало «написало»;
- множественное число: рекле «сказали», напишале «написали».

Формы лица и числа глаголов сум «быть» и има «иметь», «иметься»:
| Лицо | Лицо               | Единственное число | Единственное число | Множественное число | Множественное число |
| Лицо | Лицо               | «быть»             | «иметь»            | «быть»              | «иметь»             |
| ---- | ------------------ | ------------------ | ------------------ | ------------------- | ------------------- |
| 1-е  | настоящее время    | сум                | имам               | сме                 | имаме               |
| 1-е  | аорист / имперфект | бев                | имав               | бевме               | имавме              |
| 2-е  | настоящее время    | си                 | имаш               | сте                 | имате               |
| 2-е  | аорист / имперфект | беше               | имаше              | бевте               | имавте              |
| 3-е  | настоящее время    | е                  | има                | се                  | имаат               |
| 3-е  | аорист / имперфект | беше               | имаше              | беа                 | имаа                |

## Время
Система глагольных времён представлена многочисленными формами: настоящее, будущее, будущее в прошедшем, перфект (I и II), будущее результативное, кроме того, в македонском языке сохранились аорист, имперфект и плюсквамперфект, утраченные большинством остальных славянских языков. Плюсквамперфект, как и перфект, имеет две формы — I и II.
Определённые времена (локализованные во времени, нерезультативные) противопоставляются по признакам: предшествование (аорист с признаком прекращённости действия и аорист без этого признака, имперфект с признаком непрекращённости действия) — одновременность (настоящее время, имперфект) — следование относительно момента речи или прошедшего ориентационного момента (будущее время, будущее в прошедшем). При этом аорист с признаком прекращённости действия, имперфект с признаком непрекращённости действия, настоящее и будущее время описывают настоящий момент речи, а аорист, имперфект и будущее в прошедшем описывают прошедший момент. Неопределённые времена (нелокализованные во времени, результативные) противопоставляются по признакам: одновременность (перфект I, II, плюсквамперфект I, II) — следование относительно момента речи или прошедшего ориентационного момента (будущее результативное, будущее результативное в прошедшем). Настоящий момент речи выражают перфект I, II и будущее результативное, прошедший момент — плюсквамперфект I, II и будущее результативное в прошедшем. Определённые времена в отличие от неопределённых могут употребляться в связном повествовании и выражать динамику развития ситуации или её статичность. Формы перфекта I и II, плюсквамперфекта I и II различаются формально. Перфект II, плюсквамперфект II и будущее результативное время вошли в литературный язык из юго-западных говоров.
Формы перфекта I и II, плюсквамперфекта I и II, а также сочетания причастия на -н / -т с глаголом сум могут выражать конкретный результат совершившегося действия, актуальный в определённый момент. В связи с этим ряд исследователей считает возможным выделять в македонском языке особую грамматическую категорию результатива.
Три темпоральных формы глагола являются простыми (образуются синтетически) и семь форм являются составными (аналитическими). К простым относятся настоящее время, аорист и имперфект.
Настоящее время (гледа «видит», носи «несёт», јаде «ест»):
| Лицо     | а-класс   | а-класс   | и-класс   | и-класс   | е-класс   | е-класс   |
| Лицо     | ед. число | мн. число | ед. число | мн. число | ед. число | мн. число |
| -------- | --------- | --------- | --------- | --------- | --------- | --------- |
| 1-е лицо | гледам    | гледаме   | носам     | носиме    | јадам     | јадеме    |
| 2-е лицо | гледаш    | гледате   | носиш     | носите    | јадеш     | јадете    |
| 3-е лицо | гледа     | гледаат   | носи      | носат     | јаде      | јадат     |

Имперфект:
| Лицо     | а-класс   | а-класс   | и-класс   | и-класс   | е-класс   | е-класс   |
| Лицо     | ед. число | мн. число | ед. число | мн. число | ед. число | мн. число |
| -------- | --------- | --------- | --------- | --------- | --------- | --------- |
| 1-е лицо | гледав    | гледавме  | носев     | носевме   | јадев     | јадевме   |
| 2-е лицо | гледаше   | гледатте  | носеше    | носевте   | јадеше    | јадевте   |
| 3-е лицо | гледаше   | гледаа    | носеше    | носеа     | јадеше    | јадеа     |

Аорист (чита «читает», моли «просит», оздрави «выздоравливает», брои «считает», пиша «писать», сотре «истребить», даде «дать», измие «вымыть»):
| Лицо     | а-класс   | а-класс   | и-класс   | и-класс   | и-класс   | и-класс    | и-класс   | и-класс   |
| Лицо     | а-разряд  | а-разряд  | а-разряд  | а-разряд  | и-разряд  | и-разряд   | е-разряд  | е-разряд  |
| Лицо     | ед. число | мн. число | ед. число | мн. число | ед. число | мн. число  | ед. число | мн. число |
| -------- | --------- | --------- | --------- | --------- | --------- | ---------- | --------- | --------- |
| 1-е лицо | читав     | читавме   | молив     | моливме   | оздравев  | оздравевме | бpoјав    | бpoјавме  |
| 2-е лицо | чита      | читавте   | моли      | моливте   | оздраве   | оздравевте | бpoја     | бpoјавте  |
| 3-е лицо | чита      | читаа     | моли      | молија    | оздраве   | оздравеа   | бpoја     | бpoјаа    |

| Лицо     | е-класс   | е-класс   | е-класс   | е-класс   | е-класс      | е-класс      | е-класс   | е-класс   |
| Лицо     | а-разряд  | а-разряд  | е-разряд  | е-разряд  | о / е-разряд | о / е-разряд | ø-разряд  | ø-разряд  |
| Лицо     | ед. число | мн. число | ед. число | мн. число | ед. число    | мн. число    | ед. число | мн. число |
| -------- | --------- | --------- | --------- | --------- | ------------ | ------------ | --------- | --------- |
| 1-е лицо | пишав     | пишавме   | сотрев    | сотревме  | дадов        | дадовме      | измив     | измивме   |
| 2-е лицо | пиша      | пишавте   | сотре     | сотревте  | даде         | дадовте      | изми      | измивте   |
| 3-е лицо | пиша      | пишаа     | сотре     | сотреа    | даде         | дадоа        | изми      | измија    |

У форм аориста е-класса отмечается чередование гласных и согласных в основе: плакав (1-е лицо, аорист) — плаче (2-е и 3-е лица единственного числа, аорист); реков (1-е лицо, аорист) — рече (2-е и 3-е лица единственного числа, аорист); бере (3-е лицо, настоящее время) — брав (1-е лицо единственного числа, аорист).
По модели «настоящее время вспомогательного глагола сум с l-формой смыслового глагола и флексиями рода и числа» образуются формы перфекта I, пересказывательный аорист, пересказывательные имперфект и пересказывательное настоящее время: прочита «прочитывает» — сум прочитал / сум прочитала, си прочитал / си прочитала, прочитал / прочитала / прочитало, сме прочитале и т. д.; чита «читает» — сум читал / сум читала и т. д.

По модели «имперфект вспомогательного глагола сум с l-формой и флексиями рода и числа» образуются формы плюсквамперфекта I: бев прочитал / бев прочитала, беше прочитал / беше прочитала / беше прочитало, бевме прочитале и т. д.

По модели «настоящее время вспомогательного глагола има / нема с причастием на -н / -т и флексией среднего рода единственного числа» образуются формы перфекта II: гледа «смотреть» — имам гледано, имаш гледано, има гледано, имаме гледано и т. д.

По модели «имперфект вспомогательного глагола има / нема с причастием на -н / -т и флексией среднего рода единственного числа» образуются формы плюсквамперфекта II: виде — имав видено, имаше видено, имавме видено и т. д.

По модели «пересказывательная форма от вспомогательного глагола има в соответствующем времени с причастием на -н- / -т- и флексией среднего рода единственного числа» образуются пересказывательные формы перфекта II и плюсквамперфекта II: имал видено «(якобы) видел», бил имал видено «(якобы, до некоторого момента в прошлом) видел».
Образование форм будущего времени происходит при помощи частицы ќе и настоящего времени глагола совершенного / несовершенного вида. В отрицательных формах перед ќе добавляется частица не или вместо ќе может выступать сочетание глагольной формы имам и частицы да: ќе носам «принесу», ќе носиш «принесёшь», ќе носи «принесёт» и т. д., не ќе носам / нема да носам «не принесу».

По модели «частица ќе с имперфектом глагола совершенного / несовершенного вида» образуются формы будущего в прошедшем времени: ќе носев, ќе носеше, ќе носевме и т. д. с отрицанием не ќе носев / реже немаше да носам.

По модели «частица ќе с перфектом II» образуются формы будущего результативного времени: ќе имам видено, ќе имаш видено и т. д. с отрицанием нема да имам видено / не ќе имам видено.
Формы кондиционала совпадают с глагольными формами следования, прежде всего, с формами будущего в прошедшем времени с ќе и с нема да / немаше да: ако ми се јавите, ќе дојдам «если вы меня позовёте, то я приду» (условия выполнимые ожидаемые); ако ми се јавевте, ќе дојдев «если бы вы меня позвали, я бы уже пришёл» (условия невыполнимые ожидаемые).

Формы потенциала образуются при помощи частицы би и l-формы смыслового глагола
совершенного / несовершенного вида: ако ми се јавите, би дошол' «если бы вы меня позвали, я бы пришёл» (условия выполнимые гипотетические).

Формы конъюнктива образуются при помощи частицы да со спрягаемой формой смыслового глагола совершенного / несовершенного вида в настоящем времени, имперфекте, реже в перфекте I, II: да дојде «чтобы он пришёл», «пусть придёт».
Формы пересказа будущего времени, будущего в прошедшем и кондиционала с частицей ќе и конъюнктива с да содержат l-форму от имперфектной основы смыслового глагола при сохранении частиц ќе и да: ќе сум дојдел «я (дескать, мол) (не) должен был прийти / чуть не пришёл» и т. д. (пересказ будущего, будущего в прошедшем и кондиционала); да сум дојдел «чтобы я да пришёл? (как бы не так)» (пересказ конъюнктива).
При образовании пересказывательных форм глаголов времён следования и кондиционала, содержащих элемент има / нема, данный элемент принимает l-форму: немало да дојдеш «(говорят), ты не должен был прийти / (говорили), что ты не придёшь» (пересказ будущего, будущего в прошедшем и кондиционала). Для потенциала различие форм пересказа / непересказа не характерно.

## Неличные формы
Неличные формы глагола: причастия, деепричастия и глагольные существительные.
Причастия образуются преимущественно от основы аориста с помощью суффикса -н / -ен / -т / -ет и флексии рода и числа по типу флексий прилагательных. В зависимости от вида исходного глагола причастие может обозначать пассив, действительный залог, результат прошедшего действия или признак процесса действия: читан «читанный», «читаемый», прочитан «прочитанный».
Деепричастия образуются от основы настоящего времени глаголов несовершенного вида с помощью суффикса -јќи (а-класс) / -ејќи (и-класс, е-класс) и обозначают действие, сопровождающее основное глагольное действие: седејќи «сидя», дигнувајќи «поднимая».
Глагольное существительное образуются от основы настоящего времени глаголов глаголов несовершенного вида с помощью морфем -ње (а-класс), -ење (и-класс, е-класс), имеет форму среднего рода единственного числа, обозначают процесса действия: венчање «венчание», читање «чтение», седење «сидение».

## Степени сравнения
Частицы степеней сравнения по- и най- могут находиться в препозиции к глаголам: пó знае «знает больше (лучше)» — нај знае «знает больше (лучше) всех» — понезнае «знает ещё меньше».